# Branko Vukelić (espía)
Branko Vukelić (1904–1945) fue un espía yugoslavo que trabajó para la Unión Soviética. Llegó a ser miembro de la red de espionaje dirigida por Richard Sorge en Japón. Detenido por las autoridades niponas durante la Segunda Guerra Mundial, falleció en prisión. 

## Biografía
Vukelić nació en Osijek (actual Croacia) en 1904, hijo de padre serbocroata y madre de origen judío. La familia Vukelić se trasladó más adelante a Zagreb, donde Branko asistió a la escuela secundaria. Realizó estudios superiores en Zagreb, pero se vio obligado a trasladarse a París debido a sus lazos con el movimiento comunista. Vukelić se graduó en derecho por la universidad de La Sorbona. Con posterioridad, y debido a la grave crisis económica de la época, reestableció contacto con los comunistas. En 1933, tras reclutado por la Comintern, Vukelić fue enviado a Japón como agente de la inteligencia soviética bajo el nombre de «Olga».
La principal actividad de Vukelić en el seno de la red dirigida por Richard Sorge fue principalmente la recolección de información; recopiló información de periódicos y revistas japoneses, así como de varios contactos de embajadas y periodistas. También estuvo a cargo de las labores fotográficas de la red.
En octubre de 1941 la mayoría de los integrantes de la red Sorge fueron detenidos, incluyendo a Vukelić. Aunque Sorge hizo cuanto pudo para la implicación de Vukelić y Miyagi, Vukelić recibió una sentencia de cadena perpetua —al igual que Max Clausen, otro de los miembros de la red Sorge—. Internado en la prisión de Sugamo, posteriormente sería trasladado a una cárcel situada en la isla septentrional de Hokkaidō, donde falleció en enero de 1945 de diarrea crónica y malnutrición —aunque la versión oficial que se dio fue que había fallecido de neumonía—.

## Biblbiografía
- Gannon, James (2001). Stealing Secrets, Telling Lies: How Spies and Codebreakers Helped Shape the Twentieth Century. Potomak Books.
- Whymant, Robert (1996). Stalin's Spy: Richard Sorge and the Tokyo Espionage Ring. Londres: I.B. Tauris Publishers. ISBN 1-86064-044-3.

- Datos: Q2619494
- Multimedia: Branko Vukelić (spy) / Q2619494